# Frank Wess
Pour les articles homonymes, voir Wess.
Frank Wellington Wess (né à Kansas City dans le Missouri le 4 janvier 1922 et mort le 30 octobre 2013) est un saxophoniste, flûtiste, arrangeur et compositeur américain de jazz.

## Biographie
Frank Wess fait ses premiers pas de musicien en jouant de la musique classique dans l'Oklahoma. Il se tourne ensuite vers le jazz en déménageant vers Washington où à 19 ans il joue dans des Big bands. Sa carrière est ensuite interrompue en raison de la Seconde Guerre mondiale bien qu'il ait joué avec un ensemble militaire à cette époque. À son retour, il rejoint l'orchestre de Billy Eckstine.
Il retourne ensuite à Washington quelques années et obtient un diplôme de flûte à la Modern School Of Music de la ville. À partir de 1953, il joue de la flûte et du saxophone ténor dans le groupe de Count Basie. Il revient à la fin des années 1950 au saxophone alto et quitte Count Basie en 1964.
Il s'est depuis produit dans de nombreux émissions de télévision et des téléthons.

## Discographie

### En tant que leader
- Flutes & Reeds (Savoy, 1955)
- Opus in Swing (Savoy, 1956)
- North, South, East...Wess (Savoy, 1956)
- Jazz for Playboys (Savoy, 1957)
- Wheelin' & Dealin' (Prestige, 1957)
- Opus De Blues (Savoy, 1959)
- The Frank Wess Quartet (Moodsville, 1960)
- Southern Comfort (Prestige, 1962)
- Yo Ho! Poor You, Little Me (Prestige, 1963)
- Wess to Memphis (1970)
- Flute of the Loom (1973)
- Flute Juice (1981)
- Two for the Blues (1983)
- Two at the Top (Uptown, 1983)
- Entre Nous (Concord, 1990)
- Going Wess (1993)
- Tryin' to Make My Blues Turn Green (Concord, 1994)
- Surprise, Surprise (Chiaroscuro, 1995)
- Hank and Frank (2002)
- Hank and Frank II (2009)
- Magic 101 (IPO, 2013)

Avec the New York Jazz Quartet
- In Concert in Japan (Salvation, 1975)
- Surge (Enja, 1977)
- Song of the Black Knight (Sonet, 1977)
- Blues for Sarka (Enja, 1978)
- New York Jazz Quartet in Chicago (Bee Hive, 1981)
- Oasis (Enja, 1981)

### En tant que sideman
Avec Toshiko Akiyoshi
- Carnegie Hall Concert

Avec Manny Albam
- The Soul of the City (Solid State, 1966)

Avec Gene Ammons
- Velvet Soul (Prestige, 1960 [1964])
- Angel Eyes (Prestige, 1960 [1965])

Avec Dorothy Ashby
- The Jazz Harpist (Regent, 1957)
- Hip Harp (Prestige, 1958)
- In a Minor Groove (New Jazz, 1958)

Avec Count Basie
- And the Kansas City 7 (Impulse!, 1962)

Avec Count Basie Orchestra
- Dance Session (Clef, 1953)
- Dance Session Album No. 2 (Clef, 1954)
- Basie (Clef, 1954)
- Count Basie Swings, Joe Williams Sings (Clef, 1955) with Joe Williams
- April in Paris (Verve, 1956)
- The Greatest!! Count Basie Plays, Joe Williams Sings Standards with Joe Williams
- Metronome All-Stars 1956 (Clef, 1956) with Ella Fitzgerald and Joe Williams
- Hall of Fame (Verve, 1956 [1959])
- Basie in London (Verve, 1956)
- One O'Clock Jump (album)|One O'Clock Jump (1957)
- The Atomic Mr. Basie (Roulette, 1957) aka Basie and E=MC2
- Basie Plays Hefti (Roulette, 1958)
- Chairman of the Board (Roulette 1958)
- Sing Along with Basie (Roulette, 1958) with Joe Williams and Lambert, Hendricks & Ross
- Basie One More Time (Roulette, 1959)
- Breakfast Dance and Barbecue (Roulette, 1959)
- Every Day I Have the Blues (Roulette, 1959)
- Dance Along with Basie (Roulette, 1959)
- String Along with Basie (Roulette, 1960)
- Not Now, I'll Tell You When (Roulette, 1960)
- The Count Basie Story (Roulette, 1960)
- Kansas City Suite (Roulette, 1960)
- First Time! The Count Meets the Duke (Columbia, 1961)
- The Legend (Roulette, 1961)
- Back with Basie (Roulette, 1962)
- Basie in Sweden (Roulette, 1962)
- On My Way & Shoutin' Again! (Verve, 1962)
- This Time by Basie! (Reprise, 1963)
- More Hits of the 50's and 60's (Verve, 1963)
- Ella and Basie! (Verve, 1963)

Avec Kenny Clarke
- Telefunken Blues (Savoy, 1955)

Avec Hank Crawford
- Mr. Blues Plays Lady Soul (Atlantic, 1969)

Avec Harry Edison
- Swing Summit (Candid, 1990)

Avec Frank Foster
- No Count (Savoy, 1956)

Avec Gene Harris
- Nothin' But the Soul (Concord, 1995)

Avec Johnny Hodges
- Don't Sleep in the Subway (Verve, 1967)
- 3 Shades of Blue (Flying Dutchman, 1970)

Avec Bobby Hutcherson
- Conception: The Gift of Love (Columbia, 1979)

Avec Milt Jackson
- Meet Milt Jackson (Savoy, 1955)
- Opus de Jazz (Savoy, 1955)
- Bags & Flutes (Atlantic, 1957)

Avec J. J. Johnson
- Broadway Express (RCA Victor, 1965)

Avec Elvin Jones
- Elvin! (Riverside, 1961–62)
- And Then Again (Atlantic, 1965)
- Time Capsule (Vanguard, 1977)

Avec Quincy Jones
- The Birth of a Band! (Mercury, 1959)

Avec Thad Jones
- Olio (Prestige, 1957)
- After Hours (Prestige, 1957)

Avec Yusef Lateef
- Part of the Search (Atlantic, 1973)

Avec Junior Mance
- I Believe to My Soul (Atlantic, 1968)

Avec Arif Mardin
- Journey (Atlantic, 1974)

Avec Les McCann
- Another Beginning (Atlantic, 1974)

Avec Jimmy McGriff
- The Big Band (Solid State, 1966)

Avec Charles McPherson
- Today's Man (Mainstream, 1973)

Avec Oliver Nelson
- The Spirit of '67 with Pee Wee Russell (Impulse!, 1967)

Avec David Newman
- The Weapon (Atlantic, 1973)

Avec Joe Newman
- The Count's Men (Jazztone, 1955)
- I Feel Like a Newman (Storyville, 1956)
- The Midgets (Vik, 1956)
- The Happy Cats (Coral, 1957)
- Counting Five in Sweden (Metronome, 1958)
- Jive at Five (Swingville, 1960)

Avec Chico O'Farrill
- Nine Flags (Impulse!, 1966)

Avec Houston Person
- Sweet Buns & Barbeque (Prestige, 1972)

Avec Buddy Rich
- The Wailing Buddy Rich (Norgran, 1955)

Avec A. K. Salim
- Flute Suite (Savoy, 1957) with Herbie Mann

Avec Woody Shaw
- Rosewood (Columbia, 1977)

Avec Zoot Sims
- Passion Flower: Zoot Sims Plays Duke Ellington (1979) [4]

Avec Melvin Sparks
- Akilah! (Prestige, 1972)

Avec Leon Spencer
- Where I'm Coming From (Prestige, 1973)

Avec Billy Taylor
- Billy Taylor with Four Flutes (Riverside, 1959)
- Kwamina (Mercury, 1961)

Avec Charles Williams
- Stickball (Mainstream, 1972)

Avec Gerald Wilson
- New York, New Sound (Mack Avenue, 2003)